# Nino Serdarušić
Nino Serdarušić, né le 13 décembre 1996 à Zagreb, est un joueur de tennis croate, professionnel depuis 2014.

## Carrière
En 2023, il remporte son premier titre sur le circuit ATP en double à Umag avec Blaž Rola.

## Palmarès

### Titre en double messieurs
| No | Date       | Nom et lieu du tournoi              | Catégorie | Dotation  | Surface      | Partenaire | Finalistes                      | Score              |          |
| -- | ---------- | ----------------------------------- | --------- | --------- | ------------ | ---------- | ------------------------------- | ------------------ | -------- |
| 1  | 24-07-2023 | Plava Laguna Croatia Open Umag Umag | ATP 250   | 562 815 € | Terre (ext.) | Blaž Rola  | Simone Bolelli Andrea Vavassori | 4-6, 7-62, [15-13] | Parcours |

## Classements ATP en fin de saison
| Année          | 2014 | 2015 | 2016 | 2017 | 2018 | 2019 | 2020 | 2021 | 2022 |
| Rang en simple | 1328 | 750  | 472  | 310  | 224  | 281  | 293  | 242  | 235  |
| Rang en double | –    | 477  | 257  | 214  | 601  | 519  | 442  | 233  | 493  |

Source : (en) Classements de Nino Serdarušić sur le site officiel de la Fédération internationale de tennis